# Facharzt für Nuklearmedizin
Facharzt für Nuklearmedizin, auch Nuklearmediziner/Nuklearmedizinerin, ist in Deutschland die offizielle Bezeichnung für einen Facharzt, der sich auf die ärztliche Tätigkeit im Gebiet Nuklearmedizin spezialisiert hat.

## Gebiet Nuklearmedizin
Das Gebiet Nuklearmedizin umfasst nach der Definition der deutschen Weiterbildungsordnung für Ärztinnen und Ärzte von 2018 die Anwendung radioaktiver Substanzen, sonographischer und kernphysikalischer Verfahren zur Funktions- und Lokalisationsdiagnostik von Organen, Geweben und Systemen, für die Erkennung und Verlaufsbeurteilung von Krankheiten sowie die Behandlung mit offenen Radionukliden sowie die Belange des Strahlenschutzes.

## Facharzt-Weiterbildung
Um in Deutschland als Facharzt für Nuklearmedizin werden zu können, muss nach dem Abschluss eines Medizinstudiums und erteilter Approbation als Arzt eine mindestens fünfjährige Weiterbildung in Nuklearmedizin mit Erfolg absolviert worden sein. Die Berechtigung zur Führung einer Facharzt- oder Zusatzbezeichnung wird nach einer mündlichen Prüfung von der zuständigen Landesärztekammer erteilt.
Die Weiterbildung muss an zugelassenen Weiterbildungsstätten absolviert werden: mindestens
- 60 Monate Nuklearmedizin, davon können zum Kompetenzerwerb abgeleistet werden:
  - bis zu 12 Monate Weiterbildung in Radiologie
  - bis zu 12 Monate Weiterbildung in anderen Gebieten.

Bei der Anmeldung zur Weiterbildungsprüfung müssen der zuständigen Ärztekammer sämtliche Nachweise über die erfüllten Mindestanforderungen vorgelegt werden. Dazu gehören auch die Logbuch-Dokumentationen über alle durch die Musterweiterbildungsordnung vorgegebenen Inhalte der Weiterbildung. Zur Weiterbildungsprüfung muss man darlegen, dass man über die entsprechenden Kenntnisse, Erfahrungen und Fertigkeiten im Fach verfügt.

### Inhalte der Weiterbildung
Zur Weiterbildungsprüfung muss dargelegt werden können, dass man Kenntnisse, Erfahrungen und Fertigkeiten unter anderem in folgenden Bereichen erlangt hat:
- Strahlenschutz
- Radiopharmazie
- Kontrastmittel
- Gerätetechnik (Gammakamera, der SPECT, PET, CT, MRT und fMRT, Magnetspektroskopie (MRS), Sonographie)
- Nuklearmedizinische Befunderstellung
- Immunologische Labordiagnostik
- Diagnostik  
  - Entzündungen/Infektionen
  - Erkrankungen der Schilddrüse
  - Endokrine Erkrankungen
  - Zentrales Nervensystem
  - Skelett- und Gelenksystem
  - Kardiovaskuläres System
  - Respirationssystem
  - Gastrointestinaltrakt
  - Urogenitalsystem
  - Hämatologie/Lymphatisches System
  - Tumordiagnostik
- Magnetresonanztomographie einschließlich Magnetresonanzspektroskopie
- Therapie mit Radioisotopen und Radiopharmaka
- Radiojodtherapie benigner und maligner Schilddrüsenerkrankungen
- Selektive radionuklidbasierte Tumortherapie[1]

Die Inhalte der Musterweiterbildungsordnung sind allerdings nur eine Empfehlung für die rechtsverbindlichen Weiterbildungsordnungen der Landesärztekammern, die hiervon abweichende Regelungen treffen können.

## Zusatz-Weiterbildungen
Fachärztinnen und -ärzte für Nuklearmedizin haben die Möglichkeit, sich durch Zusatz-Weiterbildung weiter zu qualifizieren. Hierzu gehören die Zusatz-Weiterbildung Röntgendiagnostik für Nuklearmediziner und die Zusatz-Weiterbildungen, die Fachärzten der Gebiete der unmittelbaren Patientenversorgung vorbehalten sind.

### Zusatz-Weiterbildung Röntgendiagnostik für Nuklearmediziner
Voraussetzungen für die Zusatz-Bezeichnung Röntgendiagnostik für Nuklearmediziner sind 
- die Facharztanerkennung für Nuklearmedizin und zusätzlich
- 24 Monate Röntgendiagnostik für Nuklearmediziner unter Befugnis an Weiterbildungsstätten
- Nachweis der unter Befugnis erlangten Kenntnisse, Erfahrungen und Fertigkeiten in Röntgendiagnostik für Nuklearmediziner gemäß den in der Weiterbildungsordnung beschriebenen Inhalten der Zusatz-Weiterbildung:[2]